# Лимузин (фильм)
«Лимузин» (пол. Limousine) — польский кинофильм 2008 года.

## Сюжет
Польский криминальный триллер, события которого розыгрываются во время одной зимней ночи в Варшаве. В столицу Польши прилетает французский бизнесмен Деверо (Кристофер Ламберт) на заключение сделки со своим партнером (Пётр Адамчик).
Француз любит комфорт и арендует эксклюзивный лимузин. Тот факт, что водителем является девушка Аня (Агнешка Гроховская), не производит на него впечатления. Аня работает по очереди с отцом (Адам Ференци), занимаясь этим временно, пока не поможет отцу выплатить ссуду на покупку лимузина (её отец заложил квартиру, купил машину и завёл богатых клиентов). Аня, дожидаясь своего пассажира на стоянке гостиницы, замечает лежащего мужчину (Андрей Чадов), одетого только в халат с гостиничным логотипом — Ф. Он признается Ане в том, что он мальчик по вызову и только что убил своего клиента. Она хочет ему помочь, пряча в багажнике автомобиля и тем самым впутывая себя в криминальную историю, которая угрожает её жизни. Итак, в дорогой машине теперь находятся три главных персонажа: водитель, парень, который прячется в багажнике и француз, который не знает об этом.
Деверо в течение ночи планирует встретиться с молодой полькой Катажиной, с которой познакомился во время предыдущих путешествий. Умная и привлекательная, она знает, как обвести мужчину вокруг пальца и делает вид, что не хочет с ним встречаться. Деверо зол на неё.
Аня же, всё время думает о закрытом в багажнике мужчине, ища удобный случай, чтобы выпустить его оттуда. Она всё сильнее осознаёт, что если его найдут в лимузине, то отец потеряет лицензию, так как детектив отеля (Анджей Грабовский) знает её. Француз, разочаровавшись в Катажине, замечает, что его водитель молодая, красивая девушка и увлекается ею. Хитросплетение криминальной и любовной сюжетных линий приводит к прогнозируемому финалу.

## В ролях
- Кристофер Ламберт — Деверо
- Агнешка Гроховска — Аня
- Пётр Адамчик — Жорж
- Адам Ференцы — Марек, отец Ани
- Андрей Чадов — F.
- Магдалена Мельцаж — Катажина
- Анджей Грабовский — Модрак, детектив отеля
- Анна Пшибыльская — Юлия
- Леслав Журек — Павел